# サッカーバーレーン女子代表
サッカーバーレーン女子代表（サッカーバーレーンじょしだいひょう）は、バーレーンサッカー協会(BFA)によって編成されるサッカーのナショナルチームである。アジアサッカー連盟(AFC)および西アジアサッカー連盟(WAFF)に所属している。女子W杯、オリンピックともに出場はない。
バーレーンはイスラム教を国教としているため、思想・信条の関係から代表結成は比較的新しく、2007年に初めて公式な代表が結成された。

## ワールドカップの成績
（結成後のみ記載）
- 2007 - 不参加
- 2011 - 不参加
- 2015 - 予選敗退
- 2019 - 予選敗退

## オリンピックの成績
（結成後のみ記載）
- 2008 - 不参加
- 2012 - 予選敗退
- 2016 - 予選出場辞退

## アジアカップの成績
（結成後のみ記載）
- 2008 - 不参加
- 2010 - 不参加
- 2014 - 予選敗退
- 2018 - 予選敗退

## 西アジア女子サッカー選手権の成績
| 開催年 | 結果   | 試合   | 勝利   | 引分   | 敗戦   | 得点   | 失点   |
| ------ | ------ | ------ | ------ | ------ | ------ | ------ | ------ |
| 2005   | 4位    | 4      | 0      | 1      | 3      | 2      | 19     |
| 2007   | 不参加 | 不参加 | 不参加 | 不参加 | 不参加 | 不参加 | 不参加 |
| 2010   | 3位    | 4      | 2      | 0      | 2      | 5      | 8      |
| 2011   | 3位    | 5      | 2      | 2      | 1      | 22     | 6      |
| 2014   | 3位    | 3      | 1      | 0      | 2      | 8      | 11     |

## FIFAランキング
- 初登場 - 144位(2007年12月)
- 最高順位 - 65位(2010年5月)
- 最低順位 - 144位(2007年12月)